# Чащур
Чащур — река в России, протекает в Шатурском районе Московской области.
Устье реки находится на 65 км по правому берегу реки Поли. Протекает к западу от посёлка Осаново-Дубовое. Русло реки практически полностью заменено мелиоративными канавами. Длина реки — 13 км.

## Данные водного реестра
По данным государственного водного реестра России относится к Окскому бассейновому округу, водохозяйственный участок реки — Клязьма от города Орехово-Зуево до города Владимир, речной подбассейн реки — бассейны притоков Оки от Мокши до впадения в Волгу. Речной бассейн реки — Ока.
По данным геоинформационной системы водохозяйственного районирования территории РФ, подготовленной Федеральным агентством водных ресурсов:
- Код водного объекта в государственном водном реестре — 09010300712110000031948
- Код по гидрологической изученности (ГИ) — 110003194
- Код бассейна — 09.01.03.007
- Номер тома по ГИ — 10
- Выпуск по ГИ — 0